# ラモーンズ

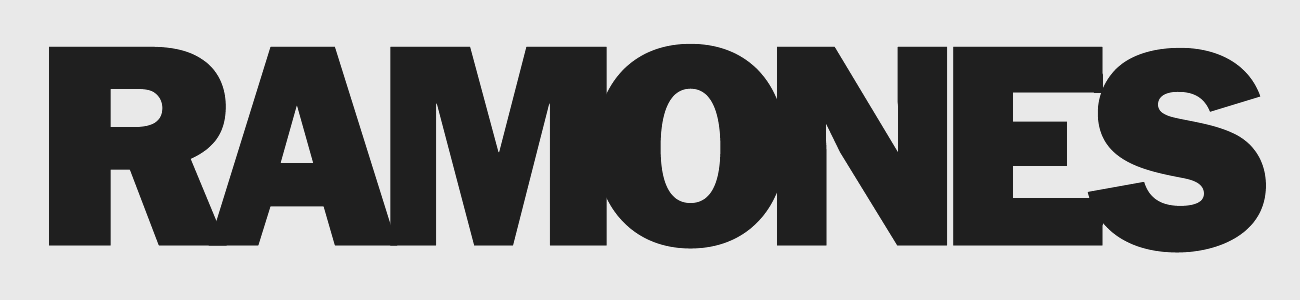
バンド ロゴ

ラモーンズ（英語: Ramones）は、アメリカ合衆国のパンク・ロック・バンド。ニューヨーク州ニューヨーク市で1974年に結成された。ニューヨーク・パンクの重要バンドの一つで、後のパンク・ムーブメントに大きな影響を及ぼした。
2002年『ロックの殿堂』入り。ローリング・ストーン誌が選ぶ「歴史上最も偉大な100組のアーティスト」第26位。

## 概要

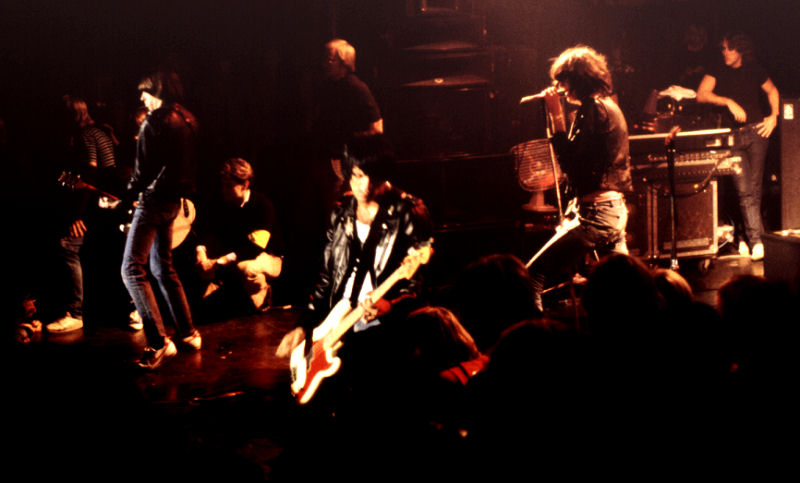
ノルウェー・オスロ公演 (1980年8月)

1976年以降のロンドン・パンク・ムーブメントに大きな影響を与え、アメリカ合衆国よりイギリスで評価が高いバンドである。南米でも人気があり、アメリカでは主にライヴハウスばかりだが、アルゼンチンでは6万人弱を収容するエル・モヌメンタルでライブした。また、今まで誰も公演を行ったことの無かった地域にも積極的に出向き、以降そこにバンドが生まれるということもあったという。
デビュー作から3作目までのアルバムは、ロック史上に残る重要なアルバムと評価されている。1979年に発表した5作目のスタジオ・アルバム『エンド・オブ・ザ・センチュリー』（フィル・スペクターがプロデュースを担当した）はバンド史上最大のヒットアルバムとなり、2012年に至っても大リーグの試合でこのアルバムの曲が演奏されるなど、アメリカ人に深く浸透している。
メンバー全員ラモーン (Ramone) の姓を名乗っているが、メンバー間に血縁関係はない。これは、ポール・マッカートニーがビートルズの前身シルヴァー・ビートルズ時代に使っていた芸名「Paul Ramon」にちなみ、ディー・ディー・ラモーンが名付けた。
デビューから解散まで基本的なスタイルは変わらず、ビートルズやビーチ・ボーイズの影響を強く受けた音楽性、単純明快でストレート、キャッチーなメロディで、歌詞の内容も挑発的内容からラブソングまでバラエティに富み、コードは3〜4つのみ、ダウンストローク一辺倒のハードなディストーションを利かせたギター、リズムは8ビートが中心、スピーディーな2分前後の曲がほとんどだが、中期以降になると、ギターソロ・パートの導入、エレクトーンやシンセサイザーなどのキーボードや、アコースティック・ギター、クリーントーンのギター・サウンドを活用してみたり、コーラスワークを多用する等、サウンドにバリエーションが加わり、曲の長さも3分や4分を超える楽曲が出てくるようになった。ビジュアル的にはライダースジャケットと破けたジーンズ、ジョニーの愛用ギターのモズライト、ディー・ディーとC・Jが使用したフェンダー・プレシジョン・ベースというトレードマークも最後まで変わらなかった。

## 影響
2001年のMTVミュージック・アウォーズの壇上で、U2のボノはマーキー・ラモーンに「もしラモーンズが存在しなかったら、U2も存在しなかっただろう」と発言して敬意を表した。その後ボノとマーキーは何度もステージで共演している。マーキー・ラモーンはほかにエルヴィス・プレスリーの娘リサ・マリー・プレスリーとも親しい。ラモーンズのリスペクトパーティにはショーン・レノンも出席した。

## 歴代メンバー
- ジョーイ・ラモーン Joey Ramone - ボーカル (1974–1996)
本名：ジェフリー・ハイマン、1951年5月19日 - 2001年4月15日
- ジョニー・ラモーン Johnny Ramone - ギター (1974–1996)
本名：ジョン・カミングス、1948年10月8日-2004年9月15日
- ディー・ディー・ラモーン Dee Dee Ramone - ベース (1974–1989)
本名：ダグラス・コルヴィン、1952年9月18日 - 2002年6月5日
- トミー・ラモーン Tommy Ramone - ドラム (1974–1978)
本名：トマス・アーデライ、1949年1月29日 - 2014年7月11日[8]
ハンガリー・ブダペスト出身。2014年7月11日、ニューヨークの自宅で胆管がんのために死去。オリジナルメンバー最後の生き残りであった。
- マーキー・ラモーンMarky Ramone - ドラム (1978–1983, 1987–1996)
本名：マーク・ベル、1952年7月15日-
- リッチー・ラモーン Richie Ramone - ドラム (1983–1987)
本名：リチャード・ラインハート、1957年8月11日-
- C・J・ラモーン C.J Ramone - ベース (1989–1996)
本名：クリストファー・ジョン・ウァード、1965年10月8日-
- エルヴィス・ラモーン Elvis Ramone – ドラム (1987)
本名：クレム・バーク、1954年11月24日-
「ブロンディ」のドラマー。LIVEに2度参加したのみ。

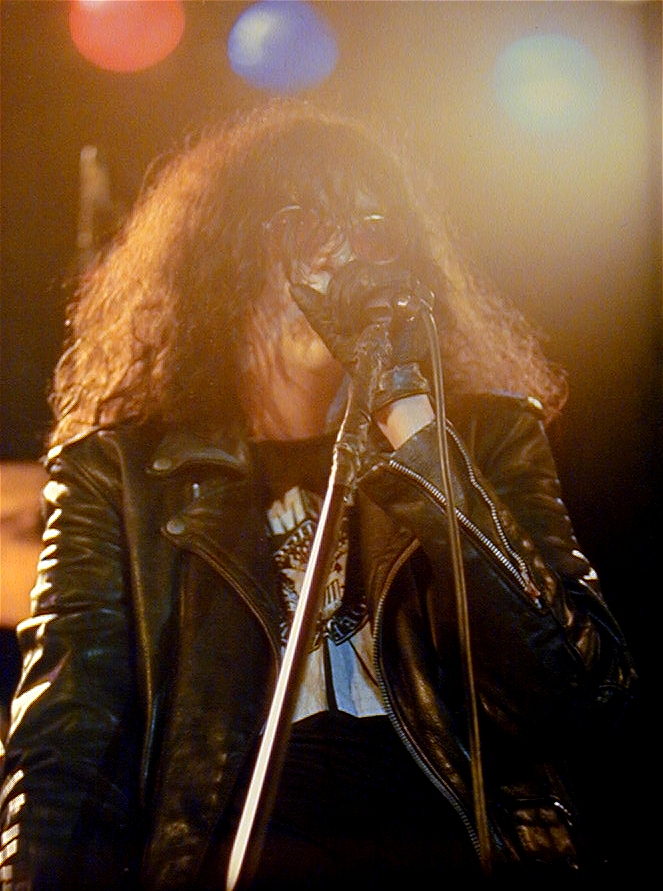
ジョーイ・ラモーン(Vo) 1987年
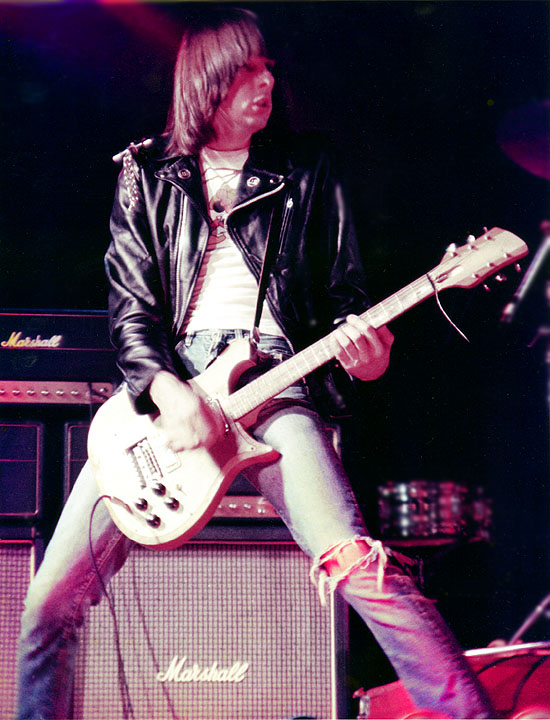
ジョニー・ラモーン(G) 1977年
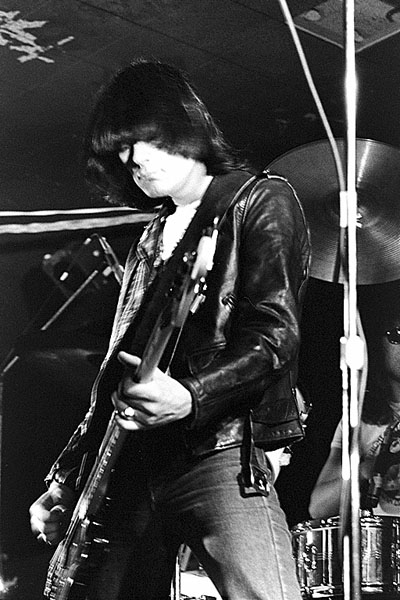
ディー・ディー・ラモーン(B) 1977年
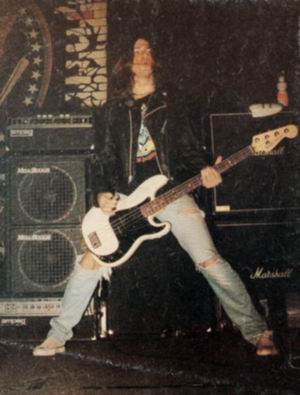
C・J・ラモーン(B) 1991年
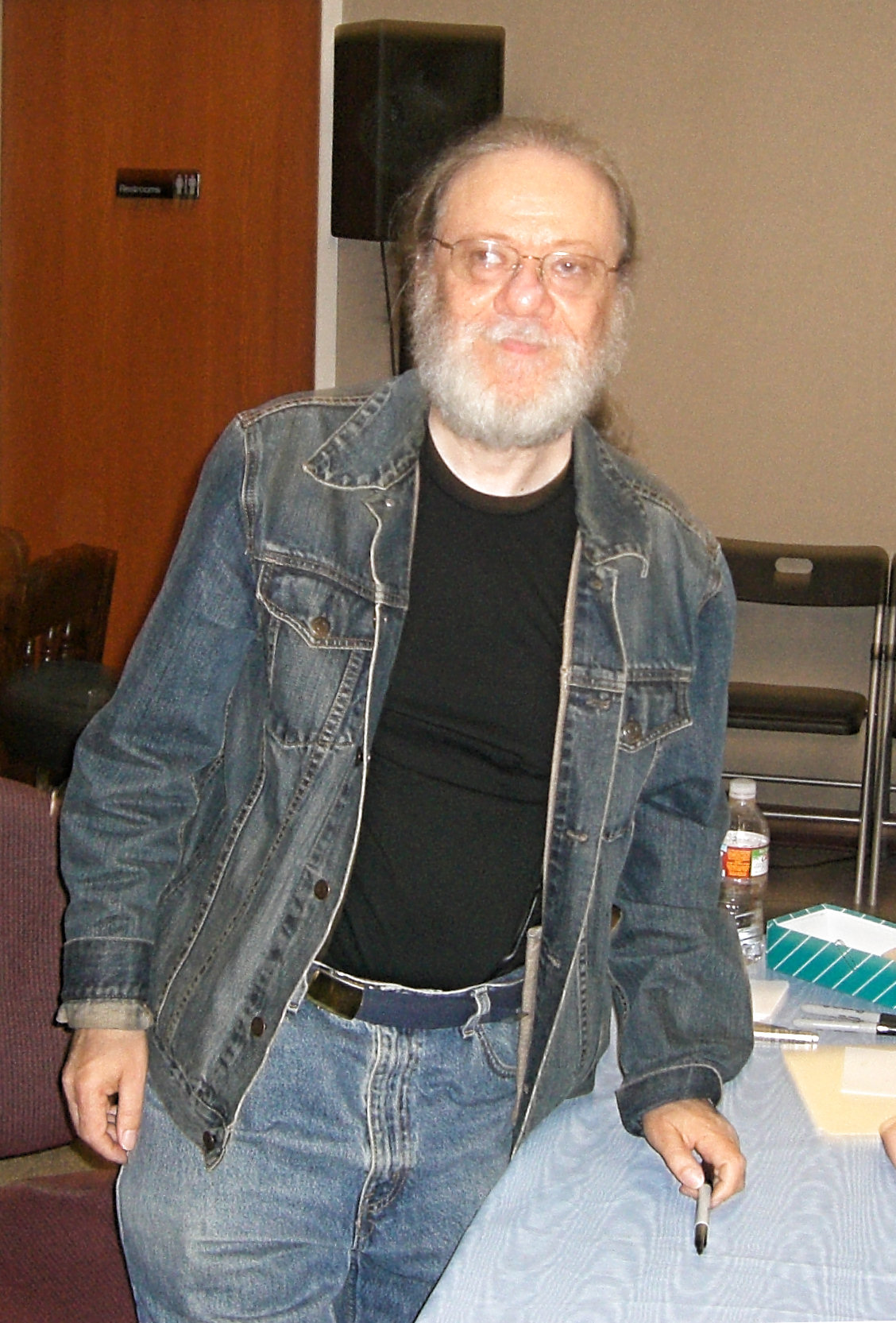
トミー・ラモーン(Ds) 2008年

## 来歴
- 1974年 - ニューヨークのクイーンズ区に住んでいたジョーイ（ボーカル）、ジョニー（ギター）、ディー・ディー（ベース）、トミー（ドラム）の4人により結成された。
- 1976年 - 2月、デビュー曲「ブリッツクリーグ・バップ」をリリース。4月、『ラモーンズの激情』("The Ramones")でアルバムデビュー。
- 1978年 - トミーが脱退しマーキーが加入[9]。
- 1983年 - マーキーが脱退しリッチーが加入。
- 1987年 - リッチーが脱退、マーキーが再加入。
- 1988年 - ディー・ディーが脱退。
- 1989年 - C・Jが加入。
- 1996年 - 引退という形容詞を用いて解散。
- 2001年4月15日 - ジョーイがリンパ腺ガンにより49年の生涯を閉じる。ジョーイは南アフリカの黒人隔離政策に反対する運動「サンシティ」に参加していた。
- 2002年3月18日 - ロックの殿堂入りを果たした。
- 2002年6月5日 - ディー・ディーがヘロインのオーバードースにより49年の生涯を閉じる。
- 2003年 - ラモーンズの初めてのドキュメンタリー映画『END OF THE CENTURY』が公開。
- 2003年2月4日 - 彼らのトリビュートアルバム『We're a Happy Family』が発売され、レッド・ホット・チリ・ペッパーズ、マリリン・マンソン、U2、キッス、メタリカ、ランシド、グリーン・デイなど16バンドが参加した。
- 2004年9月15日 - ジョニーが前立腺ガンで55年の生涯を閉じる。
- 2005年 - マーキーが長年バンド内部を撮り貯めていたビデオでDVD『ラモーンズ・ロウ』をリリースした、多くの賞を得たこのDVDはロンドン・レインダンスフィルムフェスティバルに出展している。
- 2006年 - 中南米で人気が盛り上がり、マーキー・ラモーン単独で2万人規模のコンサートが開催された。同年、JAPAN TOURも開催。
- 2007年9月 - マーキーが中国の北京ポップフェスティバルに出演し観客総立ちの歓迎を受ける。「パンクはイデオロギーに関係なく受け入れられる」と語った。
- 2009年-マーキーがPUNKSPRING'09に「マーキー・ラモーンズ・ブリッツクリーグ」名義で出演するため来日。
- 2010年2月 - C.Jがソロ名義としては初めての来日を果たすも、ベースが盗難される被害に遭う[10]。
- 2013年7月 - C.JがFUJI ROCK FESTIVAL'13のため来日。グリーンステージに立った。
- 2014年11月-C.J来日。ラモーンズ結成40周年を記念し「ラモーンズの激情」再現ライヴを東名阪のクラブクアトロ、及び広島、宮崎で行う。
- 2017年10月-C.Jが3年ぶりに来日予定。東名阪のクラブクアトロにて自身のソロ新作である「American Beauty」及び、ラモーンズ最終公演のセットリストの再現公演を行うことが発表されている。

## ディスコグラフィー

### アルバム

#### スタジオ・アルバム
- 1976年 - ラモーンズの激情（Ramones）
- 1977年 - リーヴ・ホーム（Leave Home）
- 1977年 - ロケット・トゥ・ロシア（Rocket to Russia）
- 1978年 - ロード・トゥ・ルーイン（Road to Ruin）
- 1979年 - エンド・オブ・ザ・センチュリー（End of the Century）
- 1981年 - プレザント・ドリームス（Pleasant Dreams）
- 1983年 - サブタレイニアン・ジャングル（Subterranean Jungle）
- 1984年 - トゥー・タフ・トゥ・ダイ（Too Tough to Die）
- 1986年 - アニマル・ボーイ（Animal Boy）
- 1987年 - ハーフウェイ・トゥ・サニティ（Halfway to Sanity）
- 1989年 - ブレイン・ドレイン（Brain Drain）
- 1992年 - モンド・ビザーロ (狂った世界)（Mondo Bizarro）
- 1993年 - アシッド・イーターズ（Acid Eaters）
- 1995年 - アディオス・アミーゴス (さらば友よ)（Adios Amigos）

#### ベスト・アルバム
- 1988年 - ラモーンズ・マニア
- 2001年 - ラモーンズ・アンソロジー
- 2002年 - ラウド＆ファスト：ザ・ベスト・オブ・ラモーンズ
- 2006年 - グレイテスト・ヒッツ

#### ライブ・アルバム
- 1979年 - イッツ・アライヴ
- 1991年 - ロコ・ライヴ
- 1996年 - グレイテスト・ヒッツ・ライブ
- 1997年 - ラスト・ショウ（ウィ・アー・アウタ・ヒア）
- 2003年 - NYC 1978

#### サウンドトラック
- 1979年 - Rock 'n' Roll Highschool

### DVD
- 2005年 - RAMONES : RAW /2004
- 2005年 - WEIRD TALES OF THE RAMONES
- 2007年 - イッツ・アライブ1974-1996

## 映画出演
- 1979年 - 『ロックンロール・ハイスクール』（監督：アラン・アーカッシュ）

## 来日
1980年
初来日。NHKホールおよび西武劇場（現在はPARCO劇場）、京都会館別館でライブを行い、NHK『レッツゴーヤング』にも出演した。競演したシーナ&ザ・ロケッツは彼らのサウンドに惚れこみ、同じアンプを買い求めるほど影響を受ける。その後も鮎川誠の自宅にジョーイが招かれたり、シーナ&ザ・ロケッツとしてマーキーと共演したりするなど、親交を続けている。のちに芥川賞作家となるミュージシャンの町田康も、同じ年に共演している。
- 6月27・28日(1日2回公演)・29日 東京　西部劇場
- 7月1日　名古屋　雲竜会館
- 7月2日　京都　京都会館別館ホール(1日2回公演)
- 7月3日　大阪　スタジオあひる(1日2回公演)
- 7月4日　福岡　大博多ホール

1988年
- 10月24日　東京　中野サンプラザホール
- 10月25日　東京　中野サンプラザホール
- 10月26日　神戸　フィッシュダンス・ホール
- 10月27日　大阪　御堂会館
- 10月28日　東京　MZA有明

1990年
- 9月3日　大阪　モーダ・ホール
- 9月4日　名古屋　クラブ・クアトロ
- 9月5日　川崎　クラブ・チッタ
- 9月6日　川崎　クラブ・チッタ
- 9月8日　名古屋　クラブ・クアトロ
- 9月9日　名古屋　クラブ・クアトロ
- 9月10日　大阪　モーダ・ホール
- 9月11日　大阪　モーダ・ホール
- 9月13日　川崎　クラブ・チッタ
- 9月14日　川崎　クラブ・チッタ
- 9月15日　川崎　クラブ・チッタ
- 9月16日　川崎　クラブ・チッタ

1991年
川崎クラブチッタ（現在はCLUB CITTA'）とMZA有明（現在はディファ有明）での公演であったがMZA有明が経営不振により閉店してしまったため「浅草常盤座（現在は浅草ROX）」で代替公演が行われた。
- 2月5日　川崎　クラブ・チッタ
- 2月6日　東京　浅草常盤座
- 2月7日　東京　浅草常盤座

1993年
- 1月9日　東京　中野サンプラザ・ホール
- 1月10日　川崎　クラブ・チッタ
- 1月11日　東京　メルパルク・ホール
- 1月12日　東京　メルパルク・ホール
- 1月14日　名古屋　ダイアモンド・ホール
- 1月15日　名古屋　ダイアモンド・ホール
- 1月17日　大阪　IMPホール
- 1月18日　大阪　IMPホール

1994年
- 2月2日　川崎　クラブ・チッタ
- 2月3日　川崎　クラブ・チッタ
- 2月5日　福岡　つくし会館
- 2月6日　大阪　IMPホール
- 2月7日　名古屋　ダイアモンド・ホール
- 2月9日　川崎　クラブ・チッタ
- 2月10日　川崎　クラブ・チッタ
- 2月11日　川崎　クラブ・チッタ

1995年
ラストツアー。
- 10月16日　東京　中野サンプラザ・ホール
- 10月17日　東京　中野サンプラザ・ホール
- 10月18日　川崎　クラブ・チッタ
- 10月20日　福岡　クロッシング・ホール
- 10月22日　松本　社会文化会館
- 10月23日　川崎　クラブ・チッタ
- 10月25日　札幌　ザナドゥ
- 10月27日　名古屋　ダイアモンド・ホール
- 10月28日　川崎　クラブ・チッタ
- 10月29日　川崎　クラブ・チッタ
- 11月1日　大阪　IMPホール
- 11月2日　大阪　IMPホール

## ドキュメンタリー映画
2003年に公開された映画『END OF THE CENTURY』はラモーンズの初めてのドキュメンタリー映画であり、バンドに関った多くの人々の証言をもとに、ラモーンズの光と陰を記録している。ジョニー・ラモーンはこの映画について「ぼくたちの重くて暗い側面を表現している」と語った。
この映画は2003年のスラムダンス映画祭で約2,800作品の中からコンペ部門の28本に選出され、『ザ・デクライン』の監督ペネロープ・スフィーリスの紹介によって上映され、ベスト・ドキュメンタリー賞にノミネートされた。同年5月のロサンゼルス・プレミア上映では、レッド・ホット・チリ・ペッパーズやグリーン・デイなどの有名アーティストが多数出演した。トロント国際映画祭、ベルリン国際映画祭の上映は、メディアで大絶賛された。日本では2004年11月、シネセゾン渋谷で夜間のみの上映を行ったが、昼間の上映も追加するヒットとなった。
DVD化されたパッケージでは、メンバーおよび、ロブ・ゾンビ、エディ・ヴェダー、デボラ・ハリー、メタリカ、レッド・ホット・チリ・ペッパーズ、ランシドのインタビューが収録されている。